# Ситнеши Мали
Ситнеши Мали су насељено мјесто у општини Србац, Република Српска, БиХ. Према попису становништва из 1991, у насељу је живјело 490 становника.

## Историја
На фудбалском игралишту у Малим Ситнешима, 7. јуна 1992, основана је Србачка лака бригада Војске Републике Српске. Задатак ове бригаде био је да брани границу (дужине 42 километра) на ријеци Сави.

## Становништво
| Демографија | Демографија | Демографија |
| Година      | Становника  | Становника  |
| ----------- | ----------- | ----------- |
| 1948.       | 213         |             |
| 1953.       | 237         |             |
| 1961.       | 257         |             |
| 1971.       | 311         |             |
| 1981.       | 406         |             |
| 1991.       | 490         |             |
| 1993.       | 629         |             |
| 2013.       | 407         |             |